# Atlantic Southeast Airlines
Atlantic Southeast Airlines, Inc. (ASA) war eine amerikanische Regionalfluggesellschaft mit Sitz in Atlanta. Sie befand sich im Vollbesitz der SkyWest, Inc. und flog ausschließlich für Delta Airlines in der Bemalung von Delta Connection.

## Geschichte

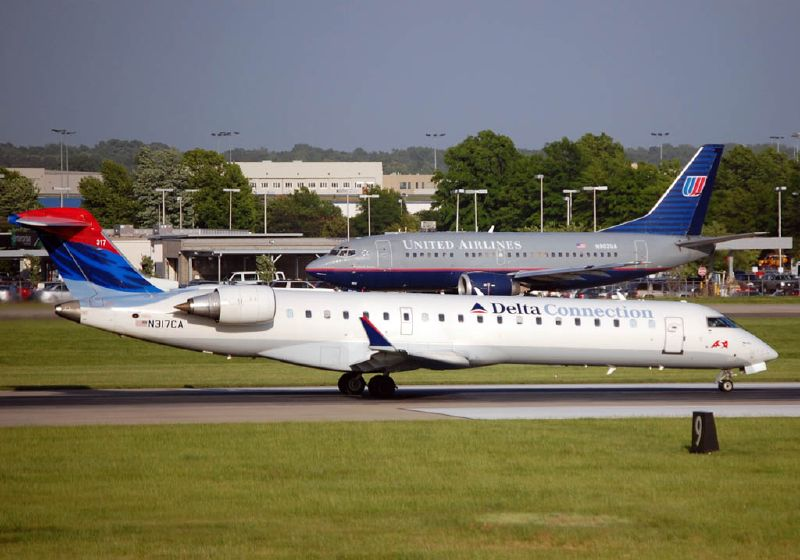
Canadair CRJ700 der ASA, 2008

Am 12. März 1979 wurde Atlantic Southeast Airlines, Inc. mit Hauptquartier in Atlanta, Georgia, gegründet. Der Flugbetrieb begann am 27. Juni 1979 mit einer Twin Otter von Atlanta nach Columbus. Im Jahr 1981 erhielt ASA ihre erste Embraer EMB 110 Bandeirante, gefolgt von einer de Havilland Canada DHC-7. Im Jahr 1982 ging Atlantic Southeast Airlines, Inc. an die Börse.
Im Jahr 1983 kaufte Atlantic Southeast Airlines die Southeastern Airlines und 1984 wurde ASA einer der ersten Regionalflug-Partner von Delta Connection. Im Jahr 1984 wurde sie der erste Besteller der Embraer EMB 120. Im Jahr 1985 wurde die erste Maschine eingeflottet. Am 23. Mai 1986 erwarb Delta Airlines 20 % des Atlantic Southeast Airlines-Aktienpaketes.
Im Jahr 1993 wurde die erste ATR 72-210 eingeflottet. Das Jet-Zeitalter begann für Atlantic Southeast Airlines am 1. Dezember 1995 mit dem Einsatz der ersten BAe 146. Im Jahr 1997 folgte der erste Bombardier CRJ.
Am 22. März 1999 übernahm Delta Airlines Atlantic Southeast Airlines zu 100 %. Zusammen mit dem Delta Connection-Partner Comair tätigte Atlantic Southeast Airlines die größte jemals erteilte Bestellung von 396 Maschinen bei Bombardier. Im Jahr 2002 erhielt Atlantic Southeast Airlines die erste CRJ700 für Delta Connection. Alle bereits erhaltenen Maschinen waren CRJ200.
Am 15. August 2005 bot Delta Airlines die Atlantic Southeast Airlines der SkyWest, Inc. zum Kauf an. Am 8. September 2005 wurde die Übernahme abgeschlossen und gleichzeitig ein neues Codeshare-Abkommen für ASA geschlossen.
Zum 1. Januar 2012 fusionierte Atlantic Southeast Airlines mit ExpressJet Airlines unter deren Namen und stellte den eigenen Betrieb ein.

## Flotte

### Flotte bei Betriebseinstellung

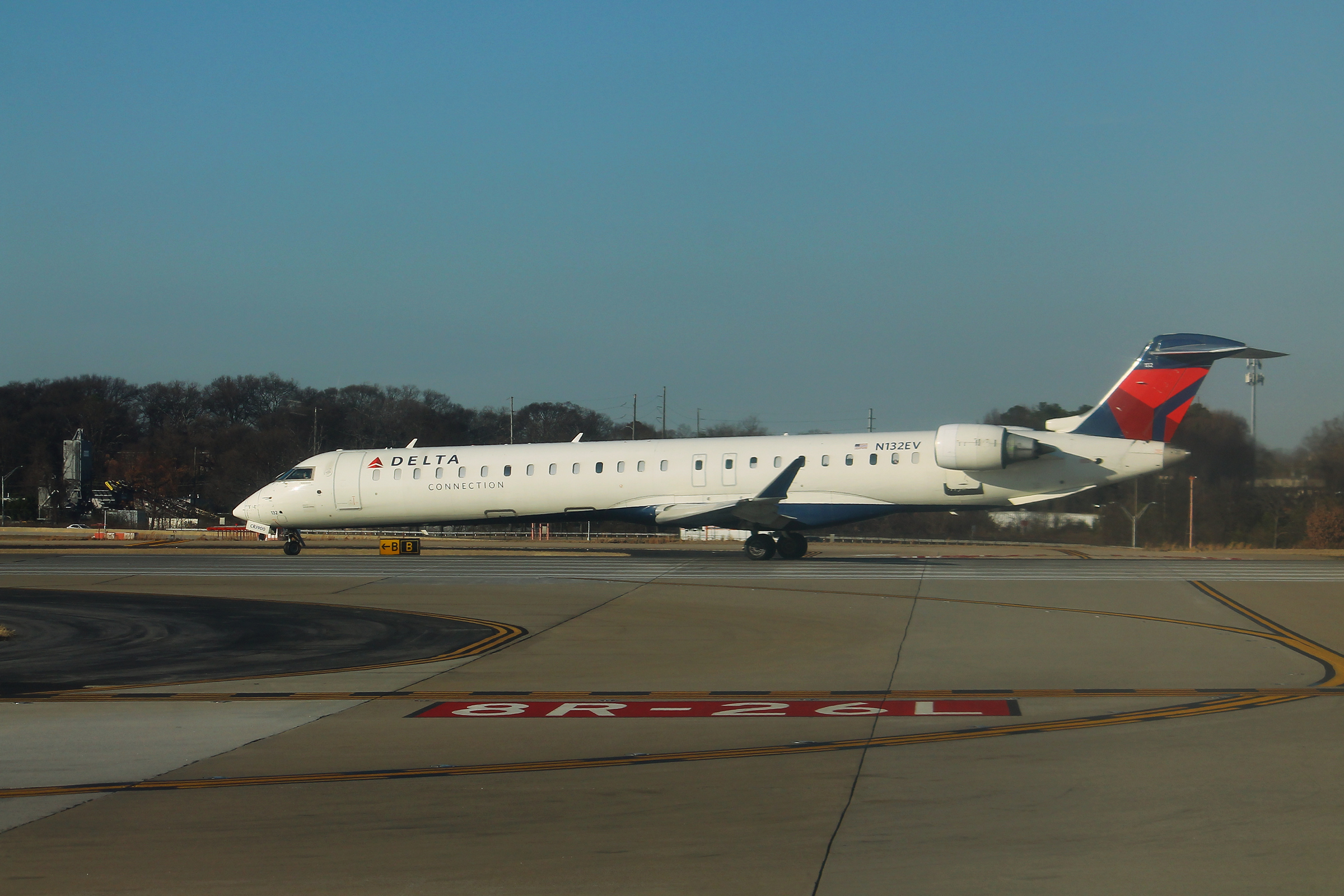
Canadair CRJ900 der ASA, 2017

Mit Stand November 2011 bestand die Flotte der Atlantic Southeast Airlines aus 168 Flugzeugen:
- 112 Bombardier CRJ200
- 046 Bombardier CRJ700
- 010 Bombardier CRJ900

### Zuvor eingesetzte Flugzeuge
- ATR 72
- BAe 146
- de Havilland Canada DHC-7
- Embraer EMB 110 Bandeirante
- Embraer EMB 120 Brasilia

## Zwischenfälle

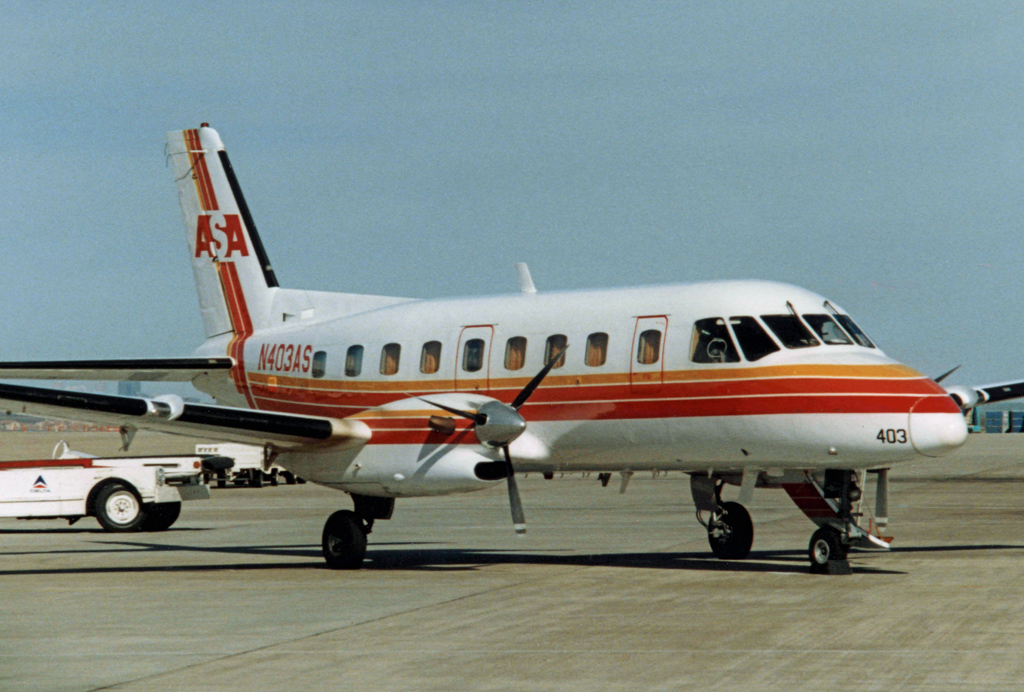
Embraer EMB 120 Brasiliader ASA, baugleich mit den vier verunglückten

- Am 19. September 1986 wurde eine Embraer EMB 120 der Atlantic Southeast Airlines (Luftfahrzeugkennzeichen N219AS),  die sich auf dem Überführungsflug vom Werk von Embraer in São José dos Campos zum Firmensitz der Fluggesellschaft in Atlanta befand, in einer Flughöhe von 5.000 Fuß gegen eine Bergflanke in Mantiqueira, Brasilien geflogen, nachdem die Piloten der Anweisung der Flugsicherung, auf Flugfläche 280 zu steigen, keine Folge geleistet hatten. Bei dem Unfall starben alle fünf Insassen der Maschine (siehe auch Flugunfall der Atlantic Southeast Airlines in Brasilien 1986).

- Am 9. April 1990 kollidierte eine kurz zuvor gestartete Embraer EMB 120 der Atlantic Southeast Airlines (N217AS) mit vier Passagieren und drei Besatzungsmitgliedern an Bord bei Gadsden, Alabama in einer Flughöhe von 5.000 Fuß mit einer entgegenkommenden Cessna 172 der Civil Air Patrol (N99501), deren Pilot in Richtung der untergehenden Sonne flog und von dieser geblendet wurde. Die Cessna stürzte ab, wobei ihre zwei Insassen getötet wurden, den Piloten der Embraer gelang trotz einer abgerissenen rechten Höhenflosse ihrer Maschine eine sichere Umkehr zum und Notlandung auf dem Startflughafen (siehe auch Atlantic-Southeast-Airlines-Flug 2254).

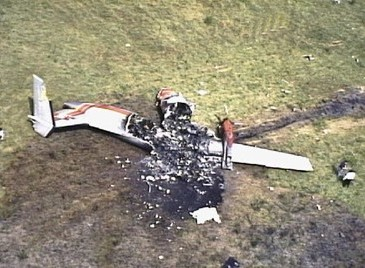
Das Wrack der 1995 verunglückten Embraer EMB 120 Brasiliader der ASA

- Am 5. April 1991 stürzte eine Embraer 120 der Atlantic Southeast Airlines (N270AS) mit 20 Passagieren und drei Besatzungsmitgliedern an Bord im Landeanflug auf Brunswick (Georgia) ab, nachdem eine Fehlstellung der Propellerblätter des linken Triebwerks infolge eines Konstruktionsfehlers zu einem Kontrollverlust geführt hatte. Niemand überlebte (siehe auch Atlantic-Southeast-Airlines-Flug 2311).[2]

- Am 21. August 1995 verunglückte eine Embraer EMB 120 der Atlantic Southeast Airlines (N256AS) auf einem Flug mit 26 Passagieren und drei Besatzungsmitgliedern an Bord nach einem Triebwerksschaden. Bei der missglückten Notlandung nahe der Ortschaft Carrollton (Georgia) kamen 9 Menschen ums Leben (siehe auch Atlantic-Southeast-Airlines-Flug 529).[3]